# كريس كونكلينج
كريس كونكلينج (بالإنجليزية: Chris Conkling)‏ هو كاتب وكاتب سيناريو أمريكي، ولد في 31 مارس 1949 في لوس أنجلوس في الولايات المتحدة.

## وصلات خارجية
- كريس كونكلينج على موقع IMDb (الإنجليزية)
- كريس كونكلينج على موقع أول موفي (الإنجليزية)
- كريس كونكلينج على موقع قاعدة بيانات الأفلام السويدية (السويدية)
- كريس كونكلينج على موقع قاعدة بيانات الفيلم (الإنجليزية)
- كريس كونكلينج على موقع كينوبويسك (الروسية)